# Temple de Kalikamata
Le Temple de Kalikamata (Kālikā Mata, qui signifie "la grande mère noire") est un  temple et un lieu de pèlerinage dédiée à une déesse hindoue, Kali, au sommet de la colline de Pavagadh dans le district de Panchmahal, au sein du Parc archéologique de Champaner-Pavagadh. Il date des Xe siècle et XIe siècle.

## Géographie
Le temple se trouve dans l'état indien de Gujarat, près de Halol, à 762 m d'altitude. Il fait partie du Parc archéologique de Champaner-Pavagadh, un lieu classé au patrimoine mondial par l'UNESCO. Il  est perché sur une colline boisée.
On peut arriver au temple par un sentier de 5 kilomètres depuis la route, à travers le bois. Une autre possibilité est d'y accéder par cabine téléportée, un dispositif construit en 1986.

## Histoire

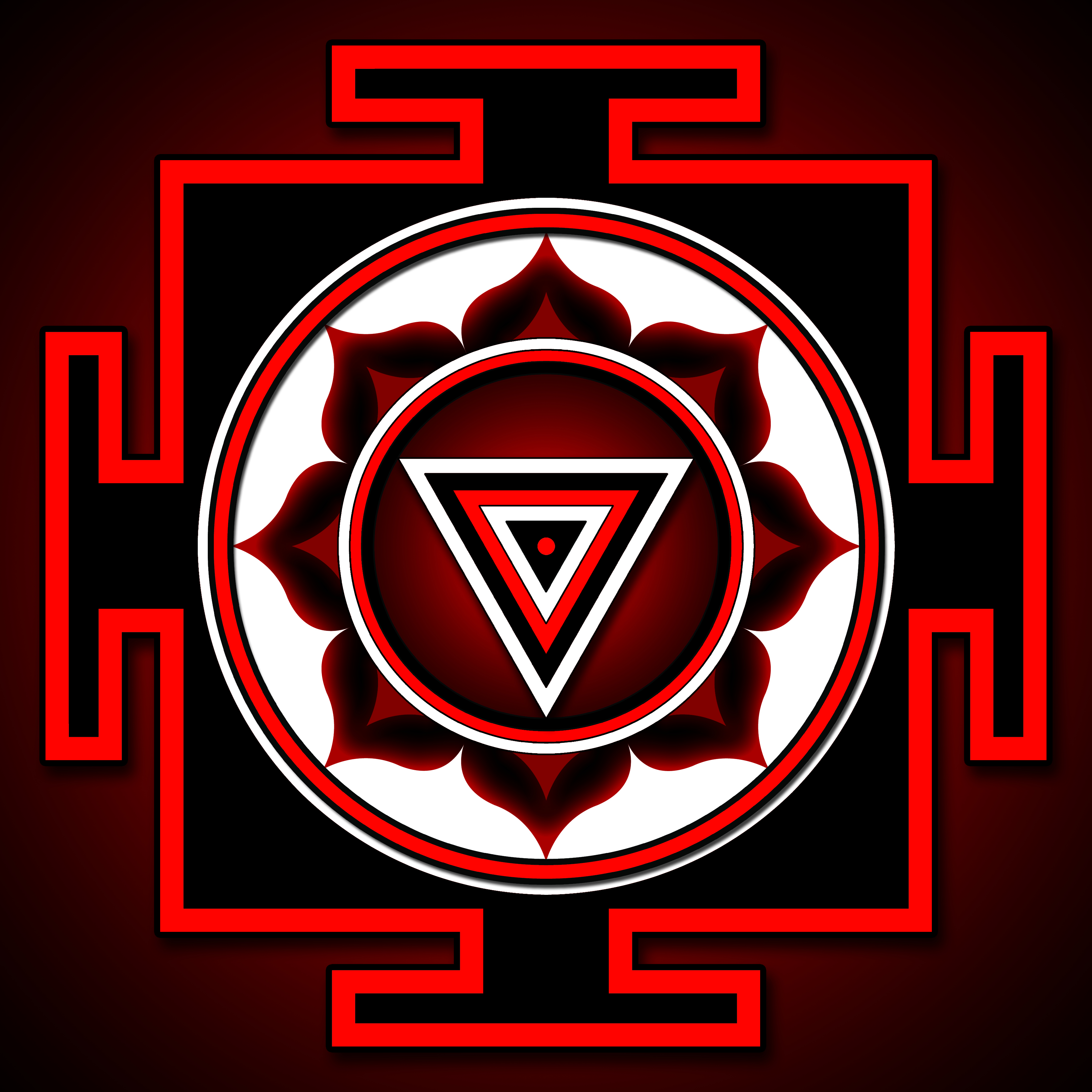
Le yantra

Remontant aux Xe et XIe siècles, ce temple de Kalikamata est un des plus anciens de cette région. Selon R. K. Trivedi dans Fairs and Festivals of Gujarat (1961), la déesse Kalika Mata a été initialement vénérée dans les villages locaux,  jusqu'à la création de ce lieu par Vishvamitra, au sommet de la colline de Pavagadh. Cette déesse est aussi vénérée par les aborigènes de l'Inde. Le temple a été décrit dans le Gangadas Pratap Vilasa Natakam, un drame du XVe siècle. Consacré à la déesse Kali, le temple est considéré comme une résidence de Kali,.

## Architecture
Le temple, petit et simple, se trouve au milieu de fortifications, avec une cour ouverte et il est ouvert pendant de longues heures pour pouvoir accueillir les nombreux pèlerins. Le yantra Kali est vénéré dans le temple. Le bâtiment se divise en deux parties. La partie basse contient des sanctuaires hindous, alors que la partie haute est un sanctuaire musulman,. Le principal sanctuaire de la partie basse contient trois représentations de divinités. Le sol de marbre, restauré, date  de 1859 environ. La partie haute du temple, dont le  dôme, contient un sanctuaire musulman et le mausolée de Sadan Shah Pir, un saint soufí.

## Pèlerinage
Le temple est un des sites majeurs, touristiques mais aussi de pèlerinage, de Guyarat, et attire constamment un grand nombre de personnes,. Il y a une tradition de pèlerinage hindouiste en ce lieu au moins une fois dans la vie. Les pèlerins frappent de petites cloches symboliques de métal. Durant les pleines lunes d'avril, et d'octobre, le Navratri, il  y a de  grandes réunions d'hindoues de toutes les classes.